# Port of Los Angeles

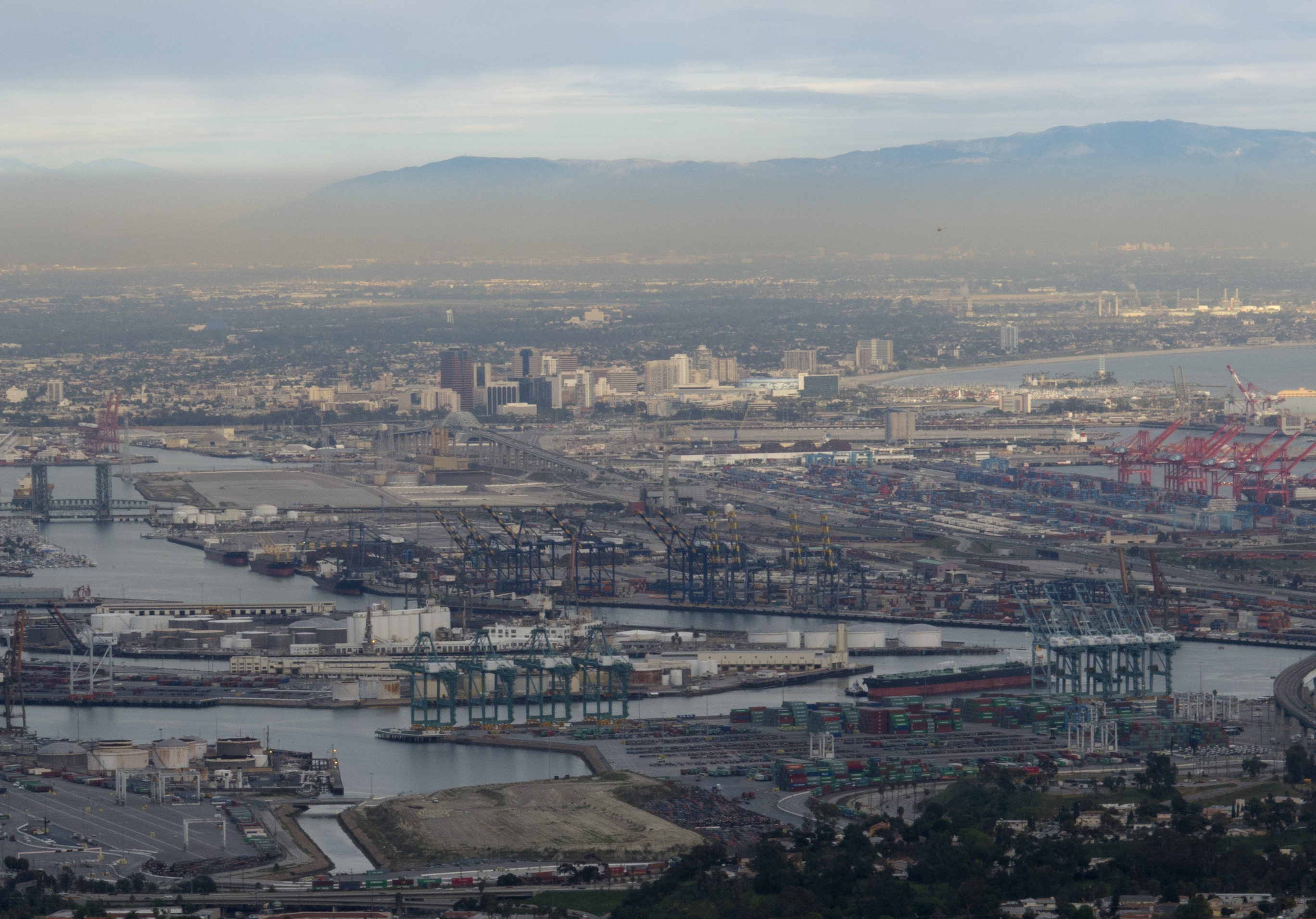
Los Angeles hamn och Long Beach sedda från Palos Verdes i mars 2011.

Port of Los Angeles ligger vid San Pedro Bay i Los Angeles-stadsdelen San Pedro. Hamnen kallas även "Los Angeles Harbor" och "Worldport LA", hamnområdet upptar 30 km² land och vatten med en vattenlinje om 69 kilometer. Den ansluter till "Port of Long Beach". Hamnen är USA:s största vad gäller aktivitet och sysselsätter 16000 personer. 
Port of Los Angeles är även den viktigaste hamnen för kryssningsfartyg på den amerikanska västkusten, med över 1,2 miljon passagerare per år.

### Fotnoter
1. ↑  Andrew Khouri (25 december 2014). ”Congestion at ports of LA, Long Beach is putting a damper on economy” (på engelska). Los Angeles Times. http://www.latimes.com/business/la-fi-port-traffic-20141226-story.html. Läst 18 september 2015.